# تود (جنس)
تُود أو صُرْبارِيَة (الاسم العلمي: Sorbaria)، جنس شجيرات برية زراعية تزيينية مُزهرة من فصيلة الوردية. أنواعه 9.

## الأنواع
يضم الأنواع التالية
- Sorbaria kirilowii
- تود غبيرائي الورق "Sorbaria sorbifolia"
- Sorbaria tomentosa